# Inge Andersen
Inge Andersen (Copenaghen, 23 marzo 1944) è un'ex nuotatrice danese, che ha partecipato alle Olimpiadi di Roma 1960, gareggiando nei 200m rana.